# Dynatosoma fuscicorne
Dynatosoma fuscicorne är en tvåvingeart som först beskrevs av Johann Wilhelm Meigen 1818.  Dynatosoma fuscicorne ingår i släktet Dynatosoma och familjen svampmyggor. Arten är reproducerande i Sverige. Inga underarter finns listade i Catalogue of Life.